# Тамбовська духовна семінарія
Тамбовська духовна семінарія — навчальний заклад Російської православної церкви (безпатріаршої) з викладанням ерзянської, мокшанської і татарської мови. Семінарія готувала священно- і церковнослужителів із місіонерським профілем. Заснована 1779 та ліквідована 1918. 

## Історія
Відкрита указом імператриці Катерини II від 22 вересня 1779 на підставі клопотань українських просвітительів - вихованців Києво-Могилянської академії. Для семінарії в Тамбові не знайшлося приміщень, і вона була відкрита в стінах Нижнєломовського Казанського чоловічого монастиря, який знаходився далеко від єпархіального центру. Учні від Тамбовської єпархії, котрі навчалися в Рязанській Духовній семінарії, були викликані у нововідкриту семінарію.
1786 на Набережній вулиці Тамбова міська влада виділила місце під будівництво приміщення ТДС, і вже 1788  в нову будівлю перевели два класи філософії і риторики, а 1798 — всі інші.
Місіонерська діяльність майбутніх священнослужителів вимагала знання мов місцевого населення. У зв'язку з цим 1818 в році до програми навчання включили ерзянську, мокшанську і татарську мови.
У XIX — початку XX століття семінарія була культурним, духовно-просвітницьким центром Тамбовської губернії. Її бібліотека являла собою одне з найкращих книжкових зібрань губернії того часу. До початку XX століття семінарія увійшла в число великих навчальних закладів Російської імперії.
До початку XX століття в семінарії навчалося понад 600 чоловік.
1918 семінарія закрита комуністами.

## Відновлення
Тамбовська духовна семінарія була відновлена 20 квітня 2005 року як вищий навчальний заклад Тамбовської і Мічурінської єпархії Російської православної церкви Московського Патріархату.
Заснування Тамбовської духовної школи почалося в 1992 році, коли в будівлі колишнього архієрейського будинку при Казанському чоловічому монастирі були організовані духовно-пастирські курси. В 1996 році курси були переведені на дворічний термін навчання, а в 1999 році рішенням Священного Синоду перетворені в Тамбовське Духовне училище з трирічним терміном навчання.
27 грудня 1999 Тамбовським Духовним училищем був отриманий статус юридичної особи (Свідоцтво про реєстрацію НІ 2-136). У 2003 році училище успішно пройшло інспекційну перевірку комісією Навчального комітету Руської Православної Церкви. У 2004 році з благословення Патріарха Московського Алексія II Тамбовське Духовне училище перейшло на чотирирічний термін навчання. У березні 2005 року відбулася повторна інспекційна перевірка училища, за результатами якої 20 квітня 2005 рішенням Священного Синоду Тамбовське Духовне училище було перетворено в семінарію. Ректором семінарії був призначений єпископ Тамбовський і Мічурінський Феодосій. В даний час Тамбовська Духовна семінарія є вищим духовно-навчальним закладом (закритого типу) Російської Православної Церкви Московського Патріархату. Прийом до семінарії здійснюється 1 раз на рік у липні-серпні. В семінарію приймаються особи з середньою освітою православного віросповідання. Початок навчального року - 1 вересня. Після закінчення семінарії випускникам видаються дипломи встановленого зразка.

## Ректори
- архімандрит Іоанникій (Беркут-Полонський) (1779–1786)
- архімандрит Ювеналій (1786–1787)
- архімандрит Іоанникій (Беркут-Полонський) (1787 — ?)
- протоієрей Гавриїл Шиловський (1802–1813)
- архімандрит Ясон (Нікольський) (січень 1813–1822)
- архімандрит Іоасаф (Покровський) (1822–1826)
- архімандрит Микола (Соколов) (15 травня 1826–1828)
- архімандрит Анастасій (Ключарьов) (1828–1831)
- архімандрит Агапіт (Вознесенський) (22 вересня 1831 — 29 квітня 1832)
- архімандрит Адріан (Тяжолов) (1833–1841)
- архімандрит Никодим (Лебедєв) (вересень 1842–1845 рр)
- архімандрит Платон (Фівейський) (13 квітня 1847 — 3 грудня 1852)
- архімандрит Феофілакт (Праведников) (3 грудня 1852–1858)
- архімандрит Серафим (Аретинський) (2 грудня 1858–1860)
- архімандрит Феоктист (Попов) (5 грудня 1859–1860)
- архімандрит Геннадій (Левицький) (10 жовтня 1860–1868)
- протоієрей Михайло Зефіров (травень 1869–1872)
- протоієрей Димитрій Самбікін (5 травня 1872–1881)
- протоієрей Дмитро Певницький (1881–1883)
- архімандрит Христофор (Смирнов) (3 червня 1883–1885)
- архімандрит Никандр (Молчанов) (21 липня 1885–1891)
- протоієрей Павло Соколов (лютий 1891 — 1 липня 1899)
- архімандрит Афанасій (Самбікін) (30 червня 1900 — Березень 1902)
- архімандрит Нафанаїл (Троїцький) (1902 — лютий 1904)
- архімандрит Феодор (Поздеєвський) (9 лютого 1904 — 21 серпня 1906)
- архімандрит Симеон (Холмогоров) (31 серпня 1906 — 23 серпня 1907) І. Д. до 4 листопада 1906
- протоієрей Іоанн Панормов (23 серпня 1907 — 20 жовтня 1907)
- протоієрей Микола Кібардін (20 жовтня 1907 — 18 жовтня 1916)
- протоієрей Микола Хільтов (1916–1918)
- єпископ Феодосій (Васнєв) (з 20 квітня 2005)